# Герб Смоланда
Герб Смоланда (швед. Smålands vapen) — символ исторической провинции (ландскапа)
Смоланд, Швеция. Также используется как элемент гербов современных административно-территориальных образований ленов Кальмар и Крунуберг.

## История
Герб ландскапа известен из описания похорон короля Густава Вазы 1560 года. Первоначально представлял в золотом поле красный арбалет и розы. Но при коронации Юхана III 1569 с герба были изъяты розы и добавлен лев.

## Описание (блазон)
В золотом поле червлёный лев с синим вооружением, держащий в передних лапах червлёный арбалет с чёрным луком и серебряным наконечником.

## Содержание
Герб ландскапа может увенчиваться герцогской короной.

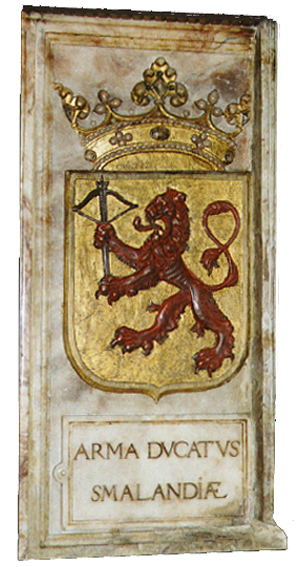
Герб Смоланда на надгробии Густава Вазы
Герб ландскапа с герцогской короной